# Chiesa di San Rocco (Ortona)
La chiesa di San Rocco è un luogo di culto cattolico di Ortona, in provincia di Chieti, sede vescovile dell'Arcidiocesi di Lanciano-Ortona.

## Storia
La chiesa venne costruita come cappella votiva al santo per ringraziarlo dall'aver preservato la popolazione della pestilenza del 1526 che colpì l'Abruzzo e, successivamente, venne ampliata. Il campanile prima degli anni trenta del novecento era a vela, e successivamente fu realizzato quello attuale a torre, in stile pseudo-classico. I danni della guerra hanno interessato la chiesa, ma non gravemente, e oggi si presenta nello stile originario.

## Descrizione
Il campanile consta di monofore e di oculi con cornice. Si tratta di una torre quadrangolare divisa in tre settori di diversa lunghezza da cornici marcapiano. Il settore mediano accoglie delle finestre allungate a tutto sesto con vetrate policrome rappresentanti la croce, sormontate da oculi che contengono lo stesso vetrate. Dopo la cornice marcapiano ad archetti pensili, si trova il settore superiore della cella campanaria, con 2 bronzi (il campanone del 1919 dei fratelli Mari e la piccola del 1940), suonati a corda. L'ultimo settore con la cornice formante un triangolo per ciascun lato, è sormontato da una cuspide piramidale.
La facciata è molto semplice, lateralmente scandita da tre ordini di paraste sovrapposte, con trabeazione leggermente sporgente, che attraversa tutta la fascia sommitale, curvilinea, della facciata. Il portale unico centrale ha una cornice curvilinea semplice, e altre fasce a stucco leggermente aggettanti, per il rigore geometrico in cui sono state realizzate, creano tre nicchie cieche disposte a triangolo.
All'interno, a navata unica, vi sono dei dipinti negli appositi altari, sormontati da statuette in stucco di angioletti serafini e cherubini. Sono del pittore locale Francesco Paolo Marchiani e rappresentano la Madonna con Bambino che appare a San Gaetano Thiene e il Cristo che appare a Santa Brigida Di Svezia indicando la presenza delle reliquie di san Tommaso Apostolo a Ortona.
Le statue sono quella antica di san Rocco di fattura popolare (XVII secolo), quella nuova processionale della bottega Guacci di Lecce, una statua di Santa Rita, una della Madonna di Lourdes e una del Sacro Cuore. Presso l'altare maggiore vi è un Crocifisso ligneo a muro.
In un'edicoletta a calotta semisferica vi è una statua di San Rocco. Nella cupola semisferica vi è dipinta l'aureola del santo all'interno dipinta di blu reale inglese in cui è inscritta una croce.